# Loßburg
Loßburg település Németországban, azon belül Baden-Württembergben. Lakosainak száma 7844 fő (2023. december 31.).

## Népesség
A település népessége az elmúlt években az alábbi módon változott:
| Lakosok száma | 5453 | 5954 | 6588 | 6677 | 6577 | 7526 | 7870 | 7946 | 7388 | 7844 |
|               | 1961 | 1967 | 1974 | 1980 | 1987 | 1993 | 2000 | 2006 | 2013 | 2023 |